# Cnaphostola adamantina
Cnaphostola adamantina är en fjärilsart som beskrevs av Edward Meyrick 1918. Cnaphostola adamantina ingår i släktet Cnaphostola och familjen stävmalar. Inga underarter finns listade i Catalogue of Life.